# Лоусон, Эрнест
Эрнест Лоусон (англ. Ernest Lawson; 1873—1939) — американский художник-пейзажист канадского происхождения; член группы «Восьми» — художников, которые создали своё объединение в 1908 году в знак протеста против узости вкуса и ограниченной выставочной деятельности Национальной академии дизайна.

## Биография
Родился 22 марта 1873 года в Галифаксе, новая Шотландия. В 1888 году семья переехала в Соединенные Штаты и поселилась в Канзас-Сити. В 1891 году Лоусон уехал жить в Нью-Йорк и поступил в художественные классы Лиги студентов-художников, изучая искусство под руководством Джона Твахтмана, который познакомил его с импрессионизмом и оказал на молодого художника формирующее влияние. И позже Лоусон продолжал работать и учиться с Твахтманом и Уиром в летней школе в местечке Кос Коб, Коннектикут, в 1890-х годах.
В 1893 году художник посетил Францию и учился в Академии Жулиана у Бенжамена-Констана и Жан-Поля Лорана. Занимался пленэрной живопистю на юге Франции и в Moret-sur-Loing, где он встретился с английским импрессионистом Альфредом Сислеем. В 1894 году Лоусон выставил две своих картины в Салоне. Во Франции он познакомился с британским писателем Сомерсетом Моэмом, который, как полагают, использовал Лоусона в качестве прототипа для персонажа своего романа «Бремя страстей человеческих» (1915) — Фредерика Лоусона. Вернувшись в Соединенные Штаты в 1896 году, Эрнест женился на своей бывшей учительнице рисования — Элле Холман (англ.  Ella Holman).
В США Лоусон стал трудиться над собственным эстетическим стилем. Был дружен со многими художниками, в числе которых были Уильям Глакенс и Роберт Генри — вокруг них в 1903 году начало образовываться сообщество художников. В 1898 году Лоусон в Вашингтон-Хайтс в Верхнем Манхэттене, и его работы в ближайшие два десятилетия были посвящены окружающей тематике — Fort Tryon Park, Harlem River, Spuyten Duyvil, а также другим природным пейзажам, окружавшим город. Также он путешествовал по стране, посетив Нью-Гэмпшир, Новую Шотландию, Канзас, Колорадо, Теннеси, Нью-Мексико, Коннектикут и Флориду. Его первая персональная выставка состоялась в Пенсильвании в Академии изящных искусств в 1907 году, где он получил приз  Academy's Annual за зимний пейзаж. В следующем году он присоединился к группе художников, которая стала известна как «Восемь», в состав которой также входили Роберт Генри, Уильям Глакенс, джон Слоан, Артур Дэвис, Морис Прендергаст, George Luks и Everett Shinn.
Спустя продолжительное время художник уехал из Нью-Йорка. Он посетил штат Флорида, где подружился с Кэтрин и Ройс Пауэлл (англ. Katherine and Royce Powell), его друзьями и покровителями, которые там жили. В последние годы своей жизни выполнил роспись почтового отделения в городе Short Hills, Нью-Джерси (до нас не сохранилась), но в основном работал над флоридскими пейзажами. Его здоровье ухудшилось, он стал подвержен депрессии. Эрнест Лоусон утонул при загадочных обстоятельствах 18 декабря 1939 года, предположительно во время купания в Майами-Бич. Некоторые из его знакомых предполагали, что это было самоубийство.

## Труды
Эрнест Лоусон считается американским импрессионистом, хотя его работы стилистически находятся между импрессионизмом и реализмом. Лучшие его работы можно встретить в коллекциях многих американских художественных музеев. По мнению художественных критиков, картины Лоусона напоминают зрителям о мире, который полностью исчез в течение нескольких десятилетий.

Некоторые работы
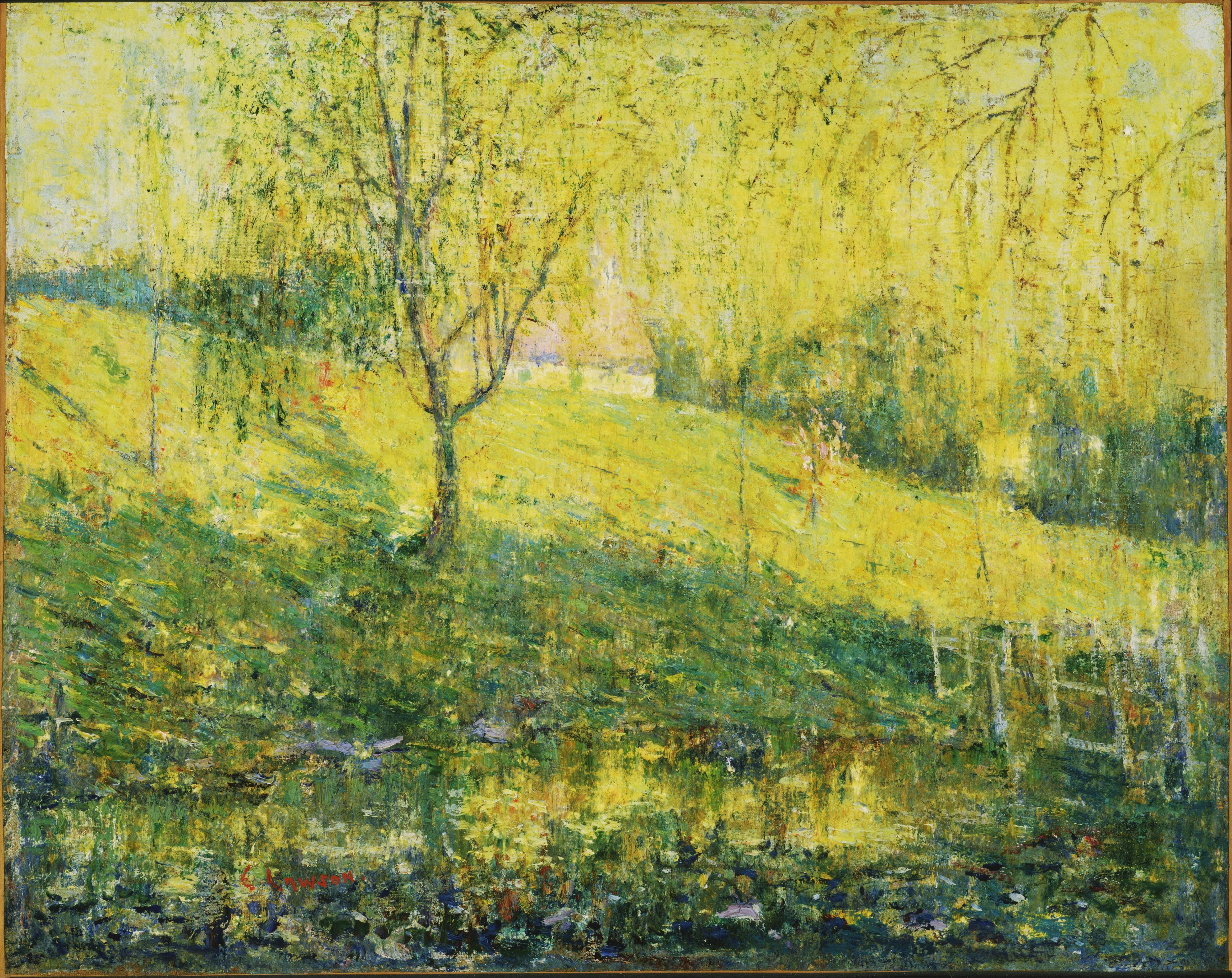
Spring
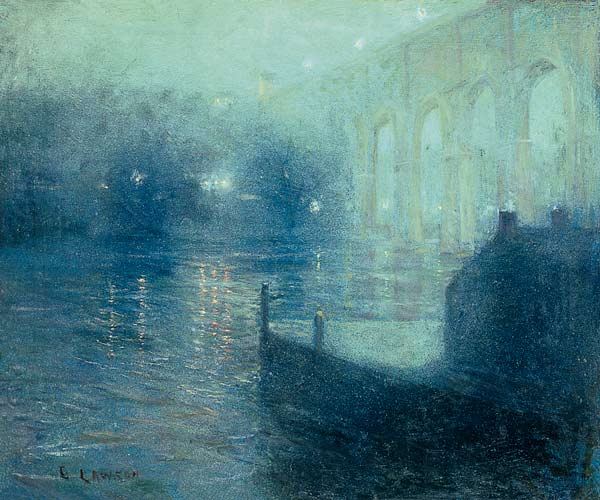
Harlem River at Night
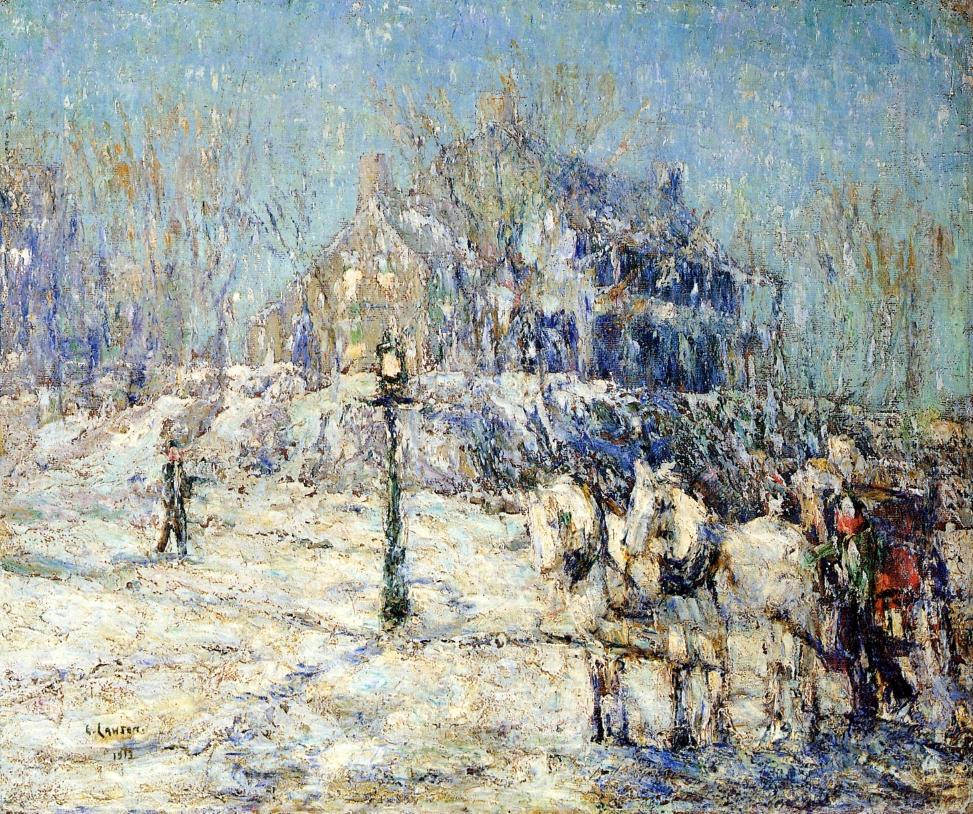
The Dyckman House
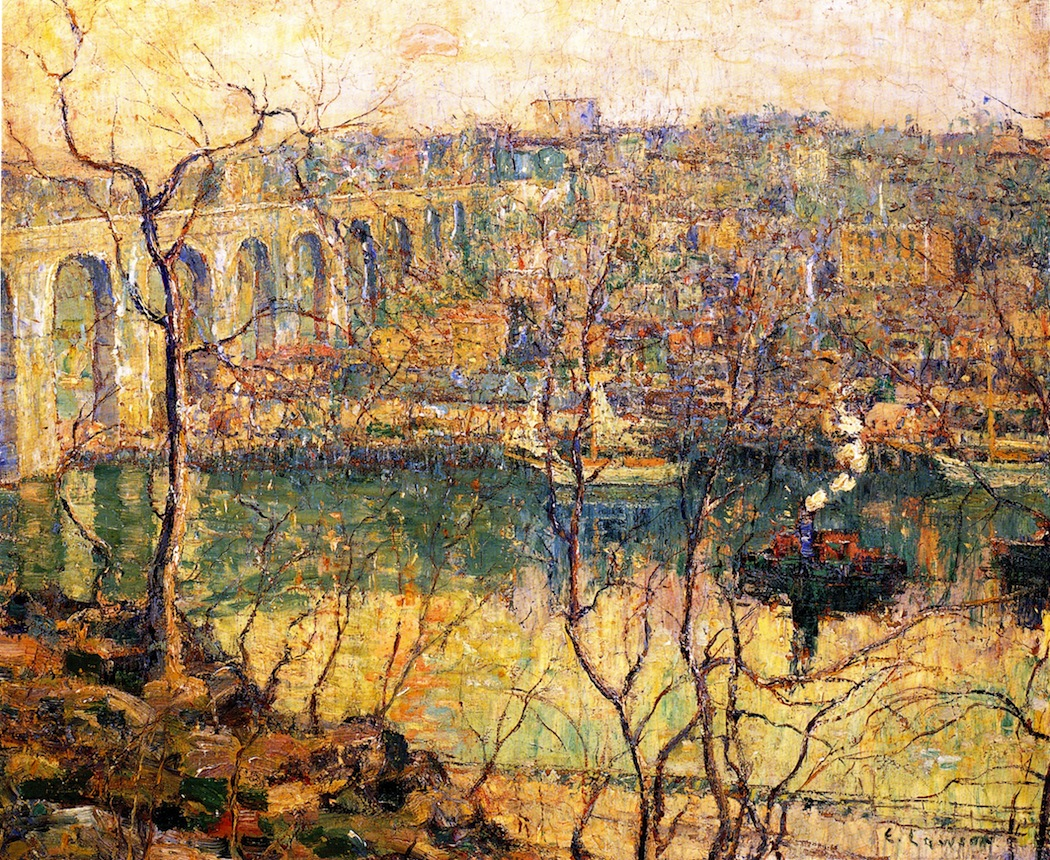
High Bridge, Early Moon